# روتس راک
روتس راک (انگلیسی: Roots rock؛ به معنی راک ریشه‌ها) سبکی از موسیقی راک است که در آن بر بازگشت به ریشه‌های اصیل راک همانند موسیقی‌های فولکلور، بلوز و کانتری تأکید می‌شود.
روتس راک بیش از هرچیز با سبک‌های تلفیقی ظهورکرده در دهه ۱۹۶۰ همچون کانتری راک و راک جنوبی در ارتباط است که واکنش‌هایی به چیرگی موسیقی سایکدلیک و اوج‌گیری موسیقی پراگرسیو در آن دوران بود. روتس راک همچنین گاهی در معنای وسیعتر برای اشاره به سبکهای قدیمی موسیقی آمریکایی (امریکانا) به کار می‌رود.
از گروه‌های و هنرمندان مهم این سبک می‌توان گروه برادران المن، د بند، لنرد اسکینرد و رای کودر را نام برد.